# Minixi brasilianum
Minixi brasilianum är en stekelart som först beskrevs av Henri Saussure 1875.  Minixi brasilianum ingår i släktet Minixi och familjen Eumenidae. Utöver nominatformen finns också underarten M. b. compactum.